# Feia Lacus
Il Feia Lacus è una struttura geologica della superficie di Titano.